# Hockey su ghiaccio ai XVII Giochi olimpici invernali
I XVII Giochi olimpici invernali hanno avuto luogo a Lillehammer, Norvegia. Il torneo olimpico di hockey su ghiaccio si è tenuto dal 12 al 27 febbraio. Hanno partecipato 12 nazionali.
Avevano diritto a partecipare le prime 11 qualificate dei campionati mondiali di hockey su ghiaccio del 1993, compreso il paese ospitante, la Norvegia, ed una squadra proveniente dalle qualificazioni. Per la prima volta nella storia dei tornei olimpici, parteciparono al torneo di qualificazione anche le due squadre vincitrici del mondiale di gruppo B, la vincitrice del mondiale di gruppo C e le squadre asiatiche meglio piazzate nel ranking mondiale. Inoltre fu concessa una wild-card alla neonata nazionale slovena. Il torneo di qualificazione si tenne in Gran Bretagna.
Rispetto al torneo olimpico precedente, non ci furono cambiamenti di formula. Al turno preliminare, diviso in due gironi, seguirono i play-off con gli otto migliori team a giocarsi i quarti di finale, le semifinali e la finale.
Si laureò campione olimpico la Svezia, per la prima volta, in una tesissima finale contro il Canada, decisa ai rigori. Per i nordamericani si trattava del secondo argento consecutivo. Il bronzo fu appannaggio della Finlandia.

## Medaglie
| Classifica | Nazione   | Giocatori |
| ---------- | --------- | --- |
| 1          | Svezia    | Håkan Algotsson, Tomas Jonsson, Christian Due-Boje, Patrik Juhlin, Leif Rohlin, Magnus Svensson, Roger Hansson, Håkan Loob, Fredrik Stillmann, Stefan Örnskog, Niklas Eriksson, Daniel Rydmark, Jonas Bergqvist, Kenny Jönsson, Jörgen Jönsson, Peter Forsberg, Charles Berglund, Andreas Dackell, Mats Näslund, Patric Kjellberg, Roger Johansson, Tommy Salo |
| 2          | Canada    | Corey Hirsch, Adrian Aucoin, Derek Mayer, Brad Werenka, Ken Lovsin, Todd Hlushko, Fabian Joseph, Paul Kariya, Dwayne Norris, Greg Johnson, Brian Savage, Wally Schreiber, Todd Warriner, Greg Parks, Mark Astley, Jean Yves Roy, Chris Kontos, David Harlock, Manny Legace, Allain Roy, Chris Therien, Bradley Schlegel, Peter Nedved                          |
| 3          | Finlandia | Pasi Kuivalainen, Marko Kiprusoff, Erik Hämäläinen, Timo Jutila, Pasi Sormunen, Janne Ojanen, Esa Keskinen, Saku Koivu, Janne Laukkanen, Marko Palo, Raimo Helminen, Mika Alatalo, Ville Peltonen, Jere Lehtinen, Hannu Virta, Sami Kapanen, Mika Strömberg, Tero Lehterä, Petri Varis, Jukka Tammi, Jarmo Myllys, Mika Nieminen, Mikko Mäkelä                 |

## Qualificazioni al torneo olimpico - Sheffield, Gran Bretagna
| 28 agosto 1993    |            |                   |
| Regno Unito       | Polonia    | 2:2 (0:1,0:0,2:1) |
| 29 agosto 1993    |            |                   |
| Slovacchia        | Giappone   | 7:2 (3:1,2:1,2:0) |
| 30 agosto 1993    |            |                   |
| Lettonia          | Polonia    | 6:2 (3:0,1:0,2:2) |
| Regno Unito       | Giappone   | 2:4 (0:1,1:2,1:1) |
| 1º settembre 1993 |            |                   |
| Slovacchia        | Polonia    | 4:4 (2:0,1:1,1:3) |
| Regno Unito       | Lettonia   | 4:8 (2:1,2:4,0:3) |
| 2 settembre 1993  |            |                   |
| Slovacchia        | Lettonia   | 7:1 (2:1,3:0,2:0) |
| Polonia           | Giappone   | 6:4 (0:1,5:1,1:2) |
| 4 settembre 1993  |            |                   |
| Lettonia          | Giappone   | 7:1 (2:0,3:1,2:0) |
| Regno Unito       | Slovacchia | 1:7 (0:2,1:3,0:2) |

Classifica
| Pos. | Squadra     | G | V | N | P | Gf | Gs | Diff. | Punti |
| 1    | Slovacchia  | 4 | 3 | 1 | 0 | 25 | 8  | +17   | 7     |
| 2    | Lettonia    | 4 | 3 | 0 | 1 | 22 | 14 | +8    | 6     |
| 3    | Polonia     | 4 | 1 | 2 | 1 | 14 | 16 | -2    | 4     |
| 4    | Giappone    | 4 | 1 | 0 | 3 | 11 | 22 | -11   | 2     |
| 5    | Regno Unito | 4 | 0 | 1 | 3 | 9  | 21 | -12   | 1     |

 Slovacchia qualificata alle olimpiadi

## Torneo olimpico maschile

### Girone preliminare

#### Gruppo A
| 12 febbraio 1994 |           |                   |
| Rep. Ceca        | Finlandia | 1:3 (1:2,0:1,0:0) |
| Norvegia         | Russia    | 1:5 (1:2,0:1,0:2) |
| Germania         | Austria   | 4:3 (1:1,0:0,3:2) |
| 14 febbraio 1994 |           |                   |
| Norvegia         | Germania  | 1:2 (0:1,1:1,0:0) |
| Rep. Ceca        | Austria   | 7:3 (2:2,4:1,1:0) |
| Russia           | Finlandia | 0:5 (0:1,0:4,0:0) |
| 16 febbraio 1994 |           |                   |
| Russia           | Austria   | 9:1 (6:1,2:1,1:0) |
| Rep. Ceca        | Germania  | 1:0 (0:0,0:0,1:0) |
| Norvegia         | Finlandia | 0:4 (0:1,0:2,0:1) |
| 18 febbraio 1994 |           |                   |
| Russia           | Germania  | 2:4 (0:2,1:1,1:1) |
| Finlandia        | Austria   | 6:2 (1:0,2:1,3:1) |
| Norvegia         | Rep. Ceca | 4:1 (3:0,0:0,1:1) |
| 20 febbraio 1994 |           |                   |
| Russia           | Rep. Ceca | 4:3 (2:2,2:0,0:1) |
| Finlandia        | Germania  | 7:1 (3:0,2:0,2:1) |
| Norvegia         | Austria   | 2:4 (1:1,1:1,0:2) |

Classifica
| Pos. | Squadra   | G | V | N | P | Gf | Gs | Diff. | Punti |
| 1    | Finlandia | 5 | 5 | 0 | 0 | 25 | 5  | +20   | 10    |
| 2    | Germania  | 5 | 3 | 0 | 2 | 11 | 14 | -3    | 4     |
| 3    | Rep. Ceca | 5 | 3 | 0 | 2 | 16 | 11 | +5    | 4     |
| 4    | Russia    | 5 | 3 | 0 | 2 | 20 | 14 | +6    | 4     |
| 5    | Austria   | 5 | 1 | 0 | 4 | 13 | 28 | -15   | 2     |
| 5    | Norvegia  | 5 | 0 | 0 | 5 | 5  | 19 | -14   | 0     |

#### Gruppo B
| 13 febbraio 1994 |             |                    |
| Svezia           | Slovacchia  | 4:4 (2:1,0:2,2:1)  |
| Canada           | Italia      | 7:2 (2:1,4:0,1:1)  |
| Stati Uniti      | Francia     | 4:4 (2:1,0:1,2:2)  |
| 15 febbraio 1994 |             |                    |
| Svezia           | Italia      | 4:1 (1:0,1:1,2:0)  |
| Stati Uniti      | Slovacchia  | 3:3 (1:1,0:1,2:1)  |
| Canada           | Francia     | 3:1 (1:0,2:0,0:1)  |
| 17 febbraio 1994 |             |                    |
| Slovacchia       | Italia      | 10:4 (6:2,3:1,1:1) |
| Svezia           | Francia     | 7:1 (3:0,2:1,2:0)  |
| Canada           | Stati Uniti | 3:3 (1:0,0:2,2:1)  |
| 19 febbraio 1994 |             |                    |
| Canada           | Slovacchia  | 1:3 (1:1,0:1,0:1)  |
| Italia           | Francia     | 7:3 (2:1,3:2,2:0)  |
| Svezia           | Stati Uniti | 6:4 (2:1,2:0,2:3)  |
| 21 febbraio 1994 |             |                    |
| Canada           | Svezia      | 3:2 (1:1,2:1,0:0)  |
| Slovacchia       | Francia     | 6:2 (4:1,2:0,0:1)  |
| Stati Uniti      | Italia      | 7:1 (5:1,1:0,1:0)  |

Classifica
| Pos. | Squadra     | G | V | N | P | Gf | Gs | Diff. | Punti |
| 1    | Slovacchia  | 5 | 3 | 2 | 0 | 26 | 14 | +12   | 8     |
| 2    | Canada      | 5 | 3 | 1 | 1 | 16 | 11 | +5    | 7     |
| 3    | Svezia      | 5 | 3 | 1 | 1 | 23 | 13 | +10   | 7     |
| 4    | Stati Uniti | 5 | 1 | 3 | 1 | 21 | 17 | +4    | 5     |
| 5    | Italia      | 5 | 1 | 0 | 4 | 15 | 31 | -16   | 2     |
| 6    | Francia     | 5 | 0 | 1 | 4 | 11 | 27 | -16   | 1     |

### Partite per i piazzamenti 9-12
Primo turno
| 22 febbraio 1994 |         |                                |
| Austria          | Francia | 4:5 d.r. (2:2,0:1,2:1,0:0,0:1) |
| Norvegia         | Italia  | 3:6 (2:3,1:1,0:2)              |

Gara per l'11º posto
| 24 febbraio 1994 |         |                   |
| Norvegia         | Austria | 3:1 (1:0,1:0,1:1) |

Gara per il 9º posto
| 24 febbraio 1994 |         |                   |
| Italia           | Francia | 3:2 (1:1,0:1,2:0) |

### Quarti di finale
| 23 febbraio 1994 |             |                              |
| Canada           | Rep. Ceca   | 3:2 d.t.s. (0:1,1:0,1:1,1:0) |
| Finlandia        | Stati Uniti | 6:1 (2:0,2:1,2:0)            |
| Germania         | Svezia      | 0:3 (0:0,0:1,0:2)            |
| Slovacchia       | Russia      | 2:3 d.t.s. (2:1,0:1,0:0,0:1) |

### Partite per i piazzamenti 5-8
Primo turno
| 24 febbraio 1994 |             |                              |
| Rep. Ceca        | Stati Uniti | 5:3 (3:2,1:0,1:1)            |
| Slovacchia       | Germania    | 6:5 d.t.s. (0:3,3:0,2:2,1:0) |

Gara per il 7º posto
| 26 febbraio 1994 |             |                   |
| Germania         | Stati Uniti | 4:3 (1:1,1:1,2:1) |

Gara per il 5º posto
| 26 febbraio 1994 |            |                   |
| Rep. Ceca        | Slovacchia | 7:1 (4:1,1:0,2:0) |

### Semifinale
| 25 febbraio 1994 |           |                   |
| Canada           | Finlandia | 5:3 (0:0,2:2,3:1) |
| Svezia           | Russia    | 4:3 (2:1,1:0,1:2) |

### Finale 3º/4º posto
| 26 febbraio 1994 |        |                   |
| Finlandia        | Russia | 4:0 (2:0,2:0,0:0) |

### Finale
| 27 febbraio 1994 |        |                                |
| Svezia           | Canada | 3:2 d.r. (1:0,0:0,1:2,0:0,1:0) |

### Classifica finale del torneo
1. Svezia
2. Canada
3. Finlandia
4. Russia
5. Rep. Ceca
6. Slovacchia
7. Germania
8. Stati Uniti
9. Italia
10. Francia
11. Norvegia
12. Austria